# Christkönigkirche (Jarnołtowo)

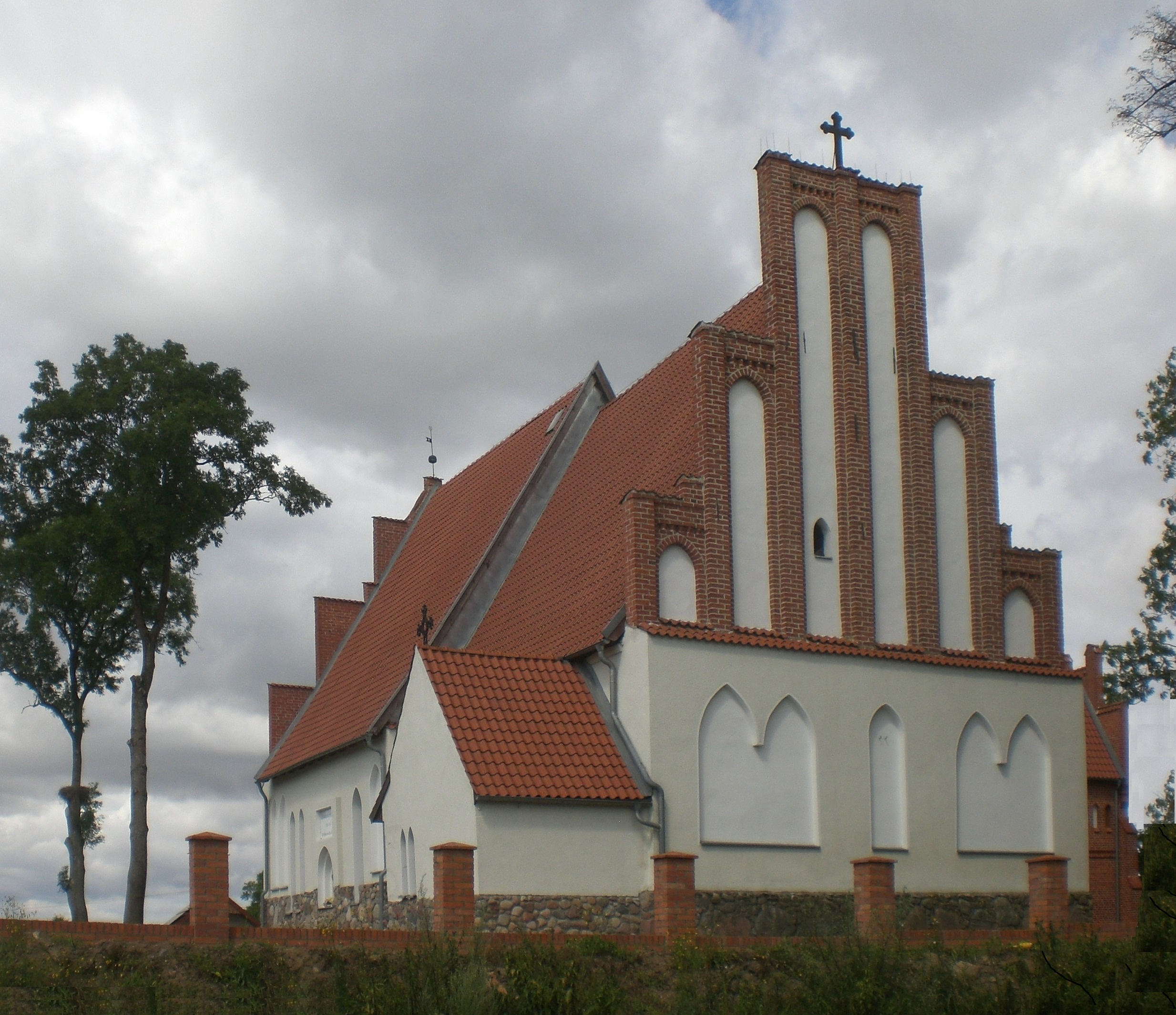
Christkönigkirche Groß Arnsdorf

Die römisch-katholische Christkönigkirche (polnisch Kościół pw. Chrystusa Króla) in Jarnołtowo (Groß Arnsdorf) geht auf die Zeit des Deutschen Ordens zurück. Der Ort gehörte früher zum Kreis Mohrungen.

## Geschichte
Nach Angabe der erneuerten Handfeste von 1317 wurde der Ort zwischen 1301 und 1311 gegründet und die Pfarrei mit vier Freihufen dotiert. Für 1407 ist überliefert, dass die Gemeinde und das Kirchspiel 15 Mark für 15.000 Mauerziegel zum Bau der Kirche ausgeben. Ein erster massiver Abschnitt der Kirche wird auf das zweite Drittel des 14. Jahrhunderts datiert. Für die Datierung der ersten Bauphase bis zur Mitte des 14. Jahrhunderts sprechen der
wendische Verband und die überdurchschnittlichen Mauerstärken. Der im Pfennigschuldbuch nachgewiesene Kauf von Backsteinen belegt für 1407 größere Baumaßnahmen.
Die Kirche wurde 1554 evangelisch und gehörte bis 1945 zum Kirchenkreis Mohrungen in der Kirchenprovinz Ostpreußen der Kirche der Altpreußischen Union. Nach der Flucht und Vertreibung der Deutschen wurde die Kirche 1945 der römisch-katholischen Kirche übergeben und dem Bistum Elbląg eingegliedert.

## Bauwerk
Die breit gelagerte Kirche zeichnet sich durch eine umlaufende Blendengliederung und schmale, lanzettartige Fenster aus. Für den vortretenden Sockelbereich wurde Feldstein verwendet, für das aufgehende Mauerwerk Backstein vermutlich im Wendischen Verband, was jedoch wegen der Verputzung nicht zu beurteilen ist. Das Langhaus hat weder Strebepfeiler noch Gewölbe. An der Südseite befindet sich ein zweifach gestuftes, von einer rechteckigen Rahmung umfangenes Portal. Portale im Westen und Süden sind heute von modernem Putz verdeckt. Der ungewölbte, eingezogene Chor hat auf der Ostseite seitlich je zwei gekuppelte spitzbogige Blenden und eine einfache Spitzbogenblende in der Mitte.
Ostgiebel und Westgiebel sind deutlich zurückgesetzte sechs- bzw. fünfachsige Staffelgiebel mit durchgehenden Spitzbogenblenden. Der Ostgiebel hat auch Lisenen zwischen den Blenden. Den oberen Abschluss der Stufen des Ostgiebels bildet ein eingefasstes Putzband, darunter ein Sägefries. Die einfachen, frühen Staffelgiebel zeigen noch nicht die standardisierten Formen der späteren Zeit. Unter dem modernen Putz sind in den Blenden vermutlich noch Reste von zahlreichen Maßwerkritzungen erhalten.
In einer Grünanlage um die Kirche erinnert ein hölzernes Denkmal an Immanuel Kant, der als junger Mann hier Erzieher war.